# Don Diego del Corral y Arellano
Don Diego del Corral y Arellano es un cuadro de Diego Velázquez (Sevilla, 1599-Madrid, 1660) conservado en el Museo del Prado de Madrid, donde ingresó en 1905 legado por la duquesa de Villahermosa, junto con su pareja, de iguales medidas y características técnicas, el retrato de su esposa Doña Antonia de Ipeñarrieta y Galdós y su hijo don Luis.

## Historia
El lienzo podría haber sido pintado por Velázquez entre 1631 y 1632, año de la muerte del retratado, Diego del Corral y Arellano, junto con el retrato de su esposa e hijo primogénito, compartiendo sus mismas características técnicas e historia. En 1668 fue inventariado con los bienes de Juan y Cristóbal del Corral e Ipeñarrieta, hijos del retratado, en el Palacio de los Corral en Zarauz (Guipúzcoa), junto con los retratos de su esposa, de Felipe IV (Nueva York, Metropolitan Museum of Art) y del Conde-Duque de Olivares (Museo de Arte de São Paulo), atribuidos todos a Velázquez. Permaneció en poder de la familia, ignorado por la crítica hasta finales del siglo XIX, cuando Aureliano de Beruete y Moret lo presentó como uno de los mejores retratos del periodo. En 1902 se expuso en el Museo del Prado, con motivo de la jura de Alfonso XIII, y tres años después su entonces propietaria, María del Carmen de Aragón-Azlor, duquesa de Villahermosa, lo legó en su testamento al Museo junto con el retrato de su esposa. 
Antes de que fueran donados al museo, apareció la siguiente noticia en la prensa madrileña:

Un rico norteamericano ha ofrecido millón y medio de francos por el retrato de Don Diego del Corral y Arellano, pintado por Velázquez, propiedad de la señora Duquesa de Villahermosa. La Duquesa ha rechazado cortésmente la oferta, diciendo:
- Amo mucho a mi familia, a mi patria y al Arte, y muy poco al dinero. Por todos los millones del mundo no vendería yo mi Velázquez, que quiero que después de mis días vaya a formar parte del Museo del Prado.

Los dos restantes retratos velazqueños propiedad de la familia —Felipe IV y Conde-Duque de Olivares— fueron puestos a la venta en 1912 en Londres, Agnew and Sons.
En 1989 formó parte de la exposición sobre Velázquez que acogió el Museo Metropolitano de Arte de Nueva York.

## Descripción
Habiendo encargado Antonia Ipeñarrieta a Velázquez en 1624 los retratos de Felipe IV, el Conde-Duque de Olivares y de su difunto primer esposo, García Pérez de Araciel, algunos autores, señalando diferencias estilísticas entre este retrato y el de su esposa, pensaron que podía haberse pintado sobre el primitivo retrato, aprovechando el cuerpo y retocando hacia 1632 la cabeza, que algunos críticos creen inacabada por muerte del retratado. Las radiografías y estudios técnicos efectuados en el Museo del Prado descartan tanto esa posibilidad como las diferencias cronológicas entre ellos, habiéndose realizado los retratos de los dos esposos con iguales materiales y técnica. El personaje aparece retratado de cuerpo entero sobre un fondo neutro, recortada su figura por una ligera línea de tonalidad más clara que le dota de relieve y en torno a la cabeza se hace más amplia, creando el efecto de un halo. Viste de negro, con toga de jurisconsulto, bajo la que queda casi oculta la cruz de Santiago, y sostiene papeles en las manos, una de ellas apoyada en una mesa cubierta con tapete de terciopelo rojo sobre el que reposa el sombrero, indicativos todos ellos de su dignidad. 
Tanto en este como en el retrato de su esposa Velázquez guarda las convenciones de los retratistas de corte, al situar al personaje muy cerca del primer plano, de modo que el suelo parece visto desde arriba mientras la cabeza queda muy cerca del borde superior. La sobriedad de su composición y la economía de medios empleados no impiden el alarde de virtuosismo, que se manifiesta en los negros tornasolados del vestido, logrados por la utilización de amplias veladuras responsables de los brillos, y en el rostro, rico de expresión, realzado sobre el fondo.

## Diego del Corral y Arellano
Diego del Corral y Arellano nació de paso en Santo Domingo de Silos (Burgos) en 1570, aunque su familia era originaria de Cuéllar (Segovia); fue hijo de Luis del Corral y Arellano, retratado por Juan Pantoja de la Cruz, y de Isabel de Castro Otáñez. Estudió en la Universidad de Salamanca, donde más tarde sería catedrático de Derecho de la misma; posteriormente fue fiscal de la Real Audiencia y Chancillería de Valladolid (1608), fiscal y consejero del Consejo de Hacienda (1612 y 1622), oidor del Consejo de Castilla y caballero de la Orden de Santiago (1622). Formó parte del tribunal que juzgó a Rodrigo Calderón, votando en contra de la pena de muerte impuesta por los otros dos jueces, pero esa muestra de integridad, al oponerse a los designios del nuevo gobierno de Olivares, no le apartó del favor real.
Contrajo matrimonio en Madrid en 1627 con Antonia de Ipeñarrieta, viuda del también fiscal García Pérez de Araciel y casi treinta años más joven que él, de la que tuvo seis hijos, entre ellos a Luis, que aparece retratado en el cuadro de su madre. Falleció en Madrid el 20 de mayo de 1632, poco después de que Velázquez le retratase. Dejó escritas varias obras, algunas de ellas publicadas, como el Memorial del Príncipe de Esquilache, y otras de tipo judicial; además, se conservan tratados suyos sobre fuerzas eclesiásticas, protocolo y otros temas.